# Bunchofuckingoofs
Bunchofuckingoofs est un groupe canadien de punk rock, originaire du quartier Kensington Market de Toronto, en Ontario. Pendant trois ans et demi après leur formation en 1983, ils poursuivent leurs frasques dans l'entrepôt du 26A Oxford Street (Goof World). Ils vivaient en communauté et, bien qu'ils soient connus pour avoir cassé des téléviseurs sur scène et ouvert des bouteilles de bière avec des tronçonneuses, ils se décrivaient comme des croisés anti-drogue, des activistes communautaires et des forces de police de quartier.

## Histoire
Le groupe est formé par Crazy Steve Johnston, qui jouait déjà avec un groupe. Ruth Taylor lui demande de monter un groupe pour faire la première partie de son groupe, United State, au Larry's Hideaway. Johnston et son groupe écrivent sept chansons, puis font appel à un groupe appelé Quarantine pour compléter le set. Lors du concert, leur performance est telle que Johnston déclare « on ferait mieux de nous appeler un gang de putains de gogos avant que tout le monde ne le fasse. » La formation pour le premier concert était la suivante : Steve au chant, Scrag à la basse, Maddog à la batterie, et Bambi à la guitare.
Johnston choisit ses musiciens non pas parce qu'ils sont bons en musique, mais parce qu'ils savent jouer et boire. L'alcool est au cœur de l'existence du groupe, qui est connu pour en consommer de grandes quantités, Johnston déclarant que tout ce dont ils ont besoin, ce sont « des femmes, de la bière et de l'herbe » : Johnson s'est présenté deux fois au conseil municipal de Toronto, a accueilli de nombreux jeunes sans-abri de la ville et a fait campagne contre les drogues dures.
En 1984, leur attitude et leur mode de vie — « vivre comme s'il n'y avait aucun lendemain, fin du monde par une guerre nucléaire » — sont documentés dans le documentaire Not Dead Yet de Ruth Taylor et Edward Mowbray,.
Leur musique est enregistrée pour la première fois en 1985 lorsque trois de leurs chansons sont apparues sur la compilation Questionable de Jonestown Records, qui comprenait également de la musique des groupes de punk Living Proof, Animal Stags et Madhouse. Après avoir écouté l'album, Kieran Plunkett des Restarts a peint à la bombe le logo des Bunchofuckingoofs sur le mur de Berlin. Après la démolition du mur, cette partie a été placée dans des expositions d'art à Bâle et à New York.
En 1986, Bunchofuckingoofs sort son premier EP, Theres No Solution So Theres No Problem. À ce moment-là, les membres du groupe sont Crazy Steve Johnston (chant), Godzilla (Daryl Smith) à la guitare, Scumbag (Merrick Atkinson) à la basse, et le batteur Mad Dog (Kirk Lund). En 1987, ils apparaissent en tant que bar band dans le film City of Shadows. Plusieurs EP et albums suivent. Le groupe effectue sa première tournée pancanadienne en 1991. Ils finissent par perdre l'espace de Fort Goof, qui représentait une grande partie de leurs revenus, mais le groupe continue, publiant l'album Totally Unmarketable en 1997, entreprenant une deuxième tournée pancanadienne en 2001, et publiant leur dernier album, Assaulting Average Asswipes en 2008.
Le 26 novembre 2008, 25 ans jour pour jour après son premier concert, le groupe a donné son dernier concert au Toronto's Kathedral. La formation était composée de Steve au chant, Katy (al-Qaetor) à la basse, Adam (Fetus) et Mike Murderio à la guitare, et Greg Goose à la batterie. En 2011, Jennifer Morton publie son livre Dirty, Drunk, and Punk : The Twisted Crazy Story of the Bunchofuckingoofs. Le groupe se reforme pour enregistrer une session et jouer un concert. La formation est la suivante : Steve au chant, Kirk (Maddog) à la batterie, Stompin' Al Miller et Eric (Airock) à la guitare, Jamie (King Kong) et Brian à la basse. L'enregistrement a lieu le 25 octobre 2011 au CIUT-FM de l'Université de Toronto.

## Discographie
- 1986 : Theres No Solution So Theres No Problem (EP, Back Alley Records)
- 1989 : Drunk? Destroyed? Demolished! - The Demo (EP)
- 1992 : Carnival Of Chaos + Carnage (Fringe Product)
- 1997 : Totally Unmarketable (EP, Back Alley Records)[10]
- 2000 : Barrage of Battery and Brutality (Anthology, 2000), God Records
- 2008 : Assaulting Average Asswipes (2008, EP), Back Alley Records

### Apparitions
- 1985 : Questionable: The Compilation (Jonestown Records)
- 1993 : A Touch Of Fringe: The Compilation (Fringe Product)
- 1993 : Dead On The Road: Songs Without Keyboards (A&M Records, Raw Energy Records)[14]
- 2001 : The International Punk Rock Box Set (Meathead Records)
- 2006 : Canucks Punk Rock (Burnout Productions)